# Устименко Ірина Іллінічна
Іри́на Іллі́нічна Усти́менко (* 1957) — українська радянська плавичня; учасниця олімпійських ігор.

## З життєпису
Народився 1957 року в місті Донецьк. Займалася в спортивному товаристві «Авангард»; вихованка тренерки Ніни Іванівни Устименко. Основні види плавання — батерфляй і вільний стиль. Чемпіонка СРСР 1972 року у плаванні на 100 м батерфляєм.
Бала участь у трьох змаганнях на Літніх Олімпійських іграх 1972 року за Радянський Союз.